# Mesene leucogyna
Mesene leucogyna is een vlindersoort uit de familie van de prachtvlinders (Riodinidae), onderfamilie Riodininae.
Mesene leucogyna werd in 2007 beschreven door Hall, J & Lamas.